# روز ألكساندرين باريو
روز ألكساندرين باريو (بالفرنسية: Alexandrine Rose „Liberté“ Barreau)‏ (1773- 1843)، تعرف أيضًا باسم «ليبرتي» باريو، جندية في جيش الجمهورية الفرنسية الأولى. اشتهرت بأدوارها في مواجهة ومحاربة الإمبراطورية الإسبانية أثناء توغلها بالقرب من بيرياتو في يوليو 1793.

## السيرة الذاتية
وُلدت روز ألكساندرين باريو في مايو 1773 في منطقة تارن الفرنسية. تزوجت من فرانسوا ليراك في 5 مارس 1792، انضمت إلى جانب شقيقها سيبريان باريو وزوجها الجديد في الكتيبة الثانية من تارن في جيش الجمهورية الفرنسية الأولى. تم إدراجها في السجلات باسم «ليبرتي باريو ابنة جاكيز وجيني باريو». التحقت باريو وبقية الكتيبة في وقت لاحق باللواء ديمي الثالث والستين.
اشتركت باريو في حملات الدفاع عن وطنها ضد توغل الإمبراطورية الإسبانية في فرنسا في بيرياتو في يوليو 1793 وأصبحت معروفة تحت مسمى ثيوفيل كوريت للقيام بجولة في افيرني. اشتبكوا في البداية مع القوات الإسبانية حيث شهدت باريو وفاة شقيقها، قبل أن يصاب زوجها بجروح خطيرة. تقدمت باريو إلى الأمام مع فرقة المشاة الآخرون، قبل أن تندفع نحو نيران العدو حيث قامت بإطلاق النيران من بندقيتها القديمة حتى نفذت ذخيرتها. عند هذه المرحلة بدأت بمهاجمه العدو بالسيف.
بعد نهاية المعركة، إتجهت باريو إلى زوجها لرعايته والعناية بجروحه الخطرة خرجت باريو من صفوف المشاة، لأنها كانت تعاني من مضاعفات من الحمل لمدة ستة أشهر. 

## التكريم
قام المؤتمر الوطني الفرنسي بمنحها 300 جنية تقديرا منهم على خدماتها. في السنوات التالية استمرت هي وزوجها في الخدمة. تم تسجيلها كبطلة قومية في مجلتي «أناليس دو سيفيز» و «دي فيرتو» عام 1793. تلقت باريو معاشا عسكريا في عام 1806. 

## الحياة الشخصية
رزقت باريو مع زوجها فرانسوا ليراك بخمسه أطفال كان أخرهم في عام 1809. بعد إصابتها بالمرض، قدمت التماسًا لتلقي العلاج كأحد المحاربين القدامى، الأمر الذي وافقت عليه الحكومة وسمحت لهم بدخول مستشفى المحاربين القدامى في أفينيون، التي توفيت فيه في 24 يناير 1843.

## وصلات خارجية
- السيرة الذاتية لروز ألكساندرين باريو.